# BD Bacatá
BD Bacatá (abreviatura de Bogotá Downtown Bacatá) é um complexo arquitetônico atualmente em construção em Bogotá, Colômbia, apresentando o edifício mais alto do país, superando a Torre Colpatria, e o sexto mais alto da América do Sul. A Torre Sul tem 67 andares e cobre uma área total de 111.480 metros quadrados. O empreendimento inclui escritórios e lojas, apartamentos e um hotel com 364 quartos, em substituição ao antigo Hotel Bacatá construído no mesmo local. Será o arranha-céu mais alto da Colômbia e o primeiro arranha-céu financiado por crowdfunding, o que significa que foi financiado por particulares através da compra de ações e direitos fiduciários permitidos pela lei colombiana.
Problemas financeiros da construtora e promotora imobiliária espanhola Venerando Lamelas em 2018 adiaram a conclusão do complexo. Foi registrado um total de 133 bilhões pesos colombianos em dívidas.